# Orbite Technologies
Pour les articles homonymes, voir Orbite.
Technologies Orbite Inc., ou « Orbite », était une entreprise canadienne spécialisée dans le développement de technologies liées à l'extraction minière, particulièrement celle de l'alumine. Elle travaillait également à l'application de ses technologies dans le cadre du traitement et de la valorisation de certains déchets industriels, notamment les boues rouges. Elle est connue pour avoir mis au point un procédé d'extraction de l'alumine plus économique et polyvalent que le procédé Bayer : le procédé Orbite.
À la suite des nombreuses difficultés financières d'Orbite, l'entreprise Advanced Energy Minerals (AEM Canada) a racheté ses actifs en 2020, notamment son usine de Cap-Chat pour continuer l'activité.